# Diyarbakırspor
Maillots
Diyarbakirspor est un club turc de football basé à Diyarbakır, fondé en 1968.
Le club évolue pour la première fois en première division turque lors de la saison 1977-1978.

## Historique
- 1968 : fondation du club

## Palmarès
- Championnat de Turquie de deuxième division
  - Vice-champion : 1977